# سونغ جونغ هيون
سونغ جونغ هيون (28 مايو 1976 بدايغو في كوريا الجنوبية - ) هو لاعب كرة قدم كوري جنوبي في مركز الوسط. شارك مع منتخب كوريا الجنوبية لكرة القدم. أما مع النوادي، فقد لعب مع داليان ييفانغ ونادي أولسان هيونداي وتشونام دراغونز ونادي دايجو.

## وصلات خارجية
- سونغ جونغ هيون على موقع دوري كوريا الجنوبية (الإنجليزية)
- سونغ جونغ هيون على موقع قاعدة بيانات كرة القدم.إي يو (الإنجليزية)
- سونغ جونغ هيون على موقع ناشيونال فوتبول تيمز (الإنجليزية)
- سونغ جونغ هيون على موقع Soccerway.com (الإنجليزية)